# Edmond Legraive
Edmond Legraive, né à Ixelles le 29 août 1847 et mort à Saint-Gilles le 14 juillet 1923, est un architecte belge.

## Biographie et œuvres
Edmond Legraive suit une formation à l'Académie de Bruxelles, puis dans l'atelier de Henri Beyaert. Il sera le collaborateur de Léon Suys pour la construction des Halles centrales de Bruxelles de 1872 à 1874, bâtiment démoli en 1958. Il se spécialise dans l'édification de grands immeubles à couvertures de fer et de verre : la galerie du Commerce à Bruxelles en 1871, les halles d'Ixelles en 1877 (détruit), le passage de la Bourse à Charleroi en 1890. On lui doit également d'autres bâtiments publics, comme par exemple, l'Athénée royal Ernest Solvay à Charleroi.
À partir de l'année 1890, il construit surtout des habitations particulières au goût du jour.